# Amerbach (Wemding)

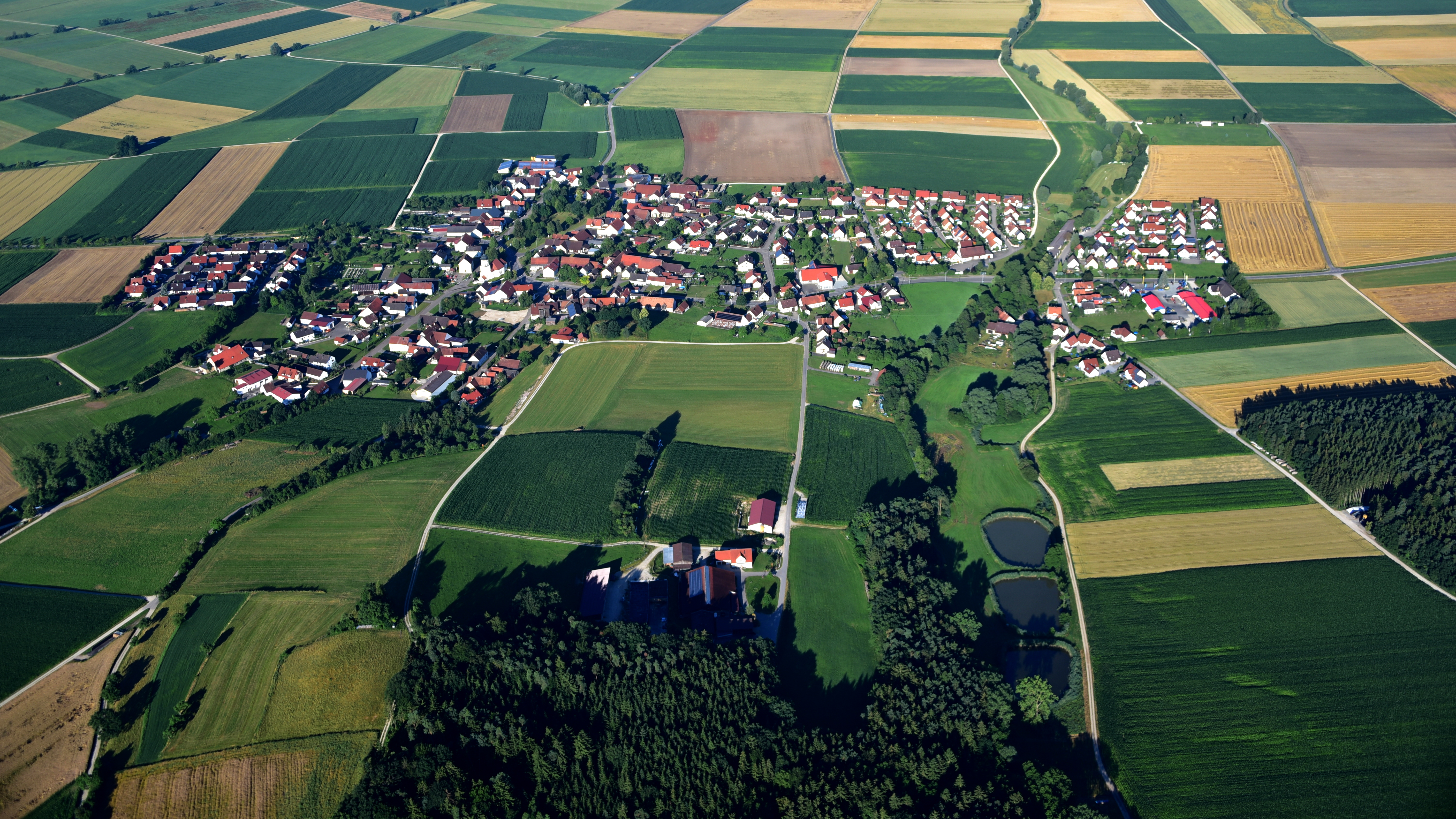
Amerbach, Luftaufnahme (2016)

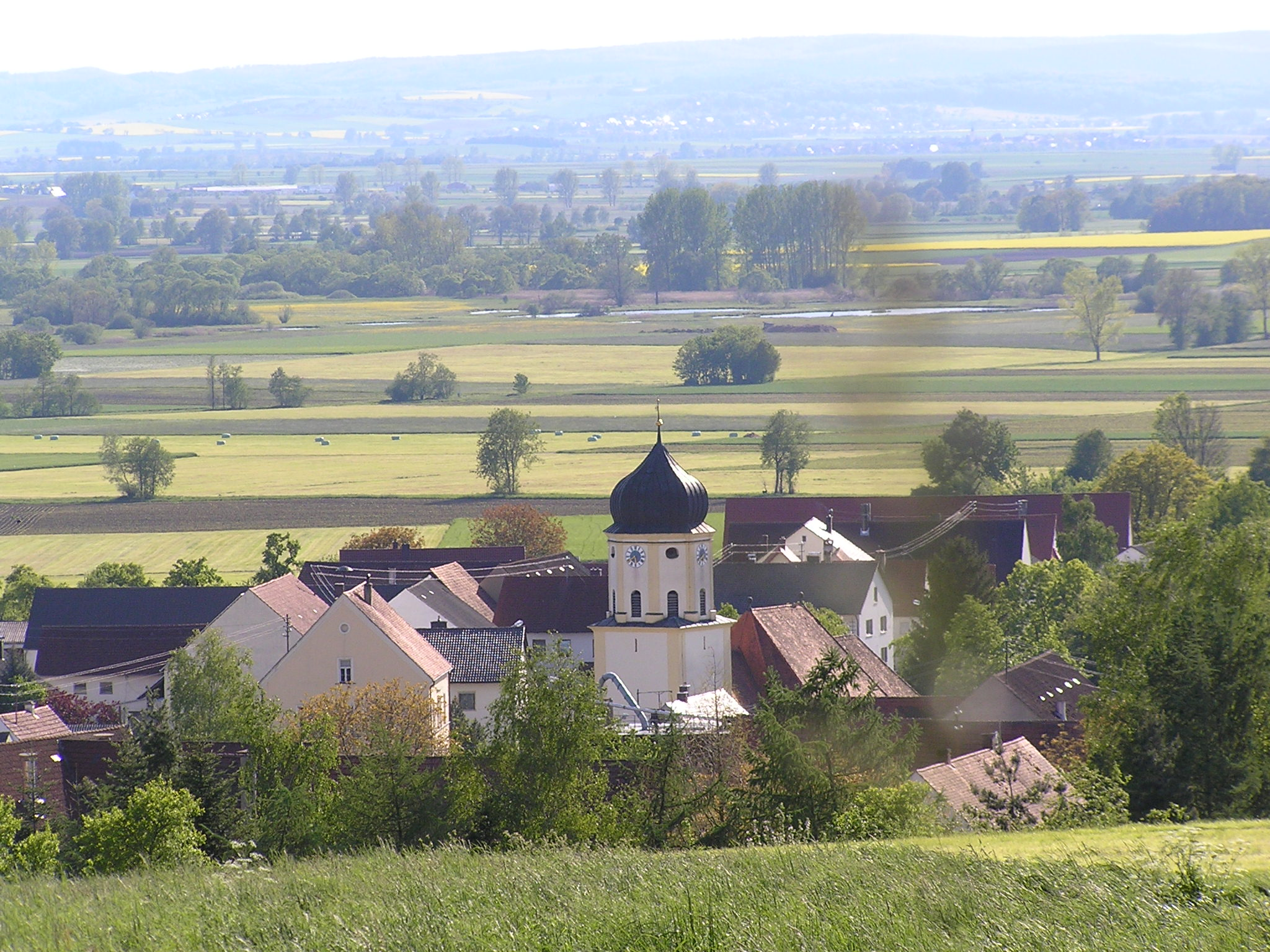
Amerbach vom Hessenbichel aus fotografiert

Amerbach ist ein Gemeindeteil der Stadt Wemding im Landkreis Donau-Ries (Regierungsbezirk Schwaben, Bayern).

## Lage
Das Kirchdorf liegt am östlichen Rand des Nördlinger Rieses, zwei Kilometer von Wemding entfernt an der Staatsstraße 2214 zwischen Wemding und Oettingen auf einer Höhe von 430 m ü. NHN. Zusammen mit dem Gemeindeteil Amerbacherkreut hat es ca. 700 Einwohner.

## Geschichte
Funde in der Gemarkung Amerbach lassen darauf schließen, dass südlich des Dorfes ein römischer Gutshof, eine Villa rustica, bestand. Nördlich gab es Funde aus der Steinzeit (Pfeilspitzen).
Amerbach wurde im Jahre 1306 zum ersten Mal urkundlich erwähnt, als Wemding („ausgenommen Amerbach“) an den Grafen von Oettingen als Lehen verkauft wurde. Vorher war Amerbach unter der Lehensherrschaft der Grafschaft von Lechsgemünd-Graisbach (bei Eichstätt).
1467 wurde Amerbach bayerisch, weil es zusammen mit Wemding dem Herzog Ludwig IX. dem Reichen zugeteilt wurde.
Der Name Amerbach ist wahrscheinlich durch einen Bach entstanden, der durch oder an einem Getreidefeld vorbeifloss. Damals wurde als Getreide Emmer angebaut. 1655 wurde der Bach auf einer Karte als „Amezbach“ eingezeichnet.
1818 kam zu Amerbach der bis dahin zur Gemeinde Wechingen gehörende Weiler Amerbacherkreut hinzu. Am 1. Juli 1972 wurde Amerbach nach Wemding eingemeindet.

## Wappen
Das Wappen zeigt oben zwei rote heraldische Lilien. Sie erinnern an die lange Zugehörigkeit der Ortschaft zur Grafschaft Oettingen sowie zum Bayerischen Pfleggericht Wemding und zur Pfarrei Wemding. Der Reichsapfel auf blauem Grund in der unteren Hälfte macht deutlich, dass Amerbach seit 1467 zum Herzogtum Bayern-Landshut, seit 1503 zum Herzogtum Bayern-München und von 1623 bis 1805 zum Kurfürstentum Bayern gehört hat. 1544 wurde laut kaiserlichem Privileg der Reichsapfel als Zeichen des Erztruchsessenamtes in das Wappen der Wittelsbacher gesetzt. 1959 stimmte das Bayerische Innenministerium der damaligen Gemeinde Amerbach dem eingereichten Wappen zu.

## Religion

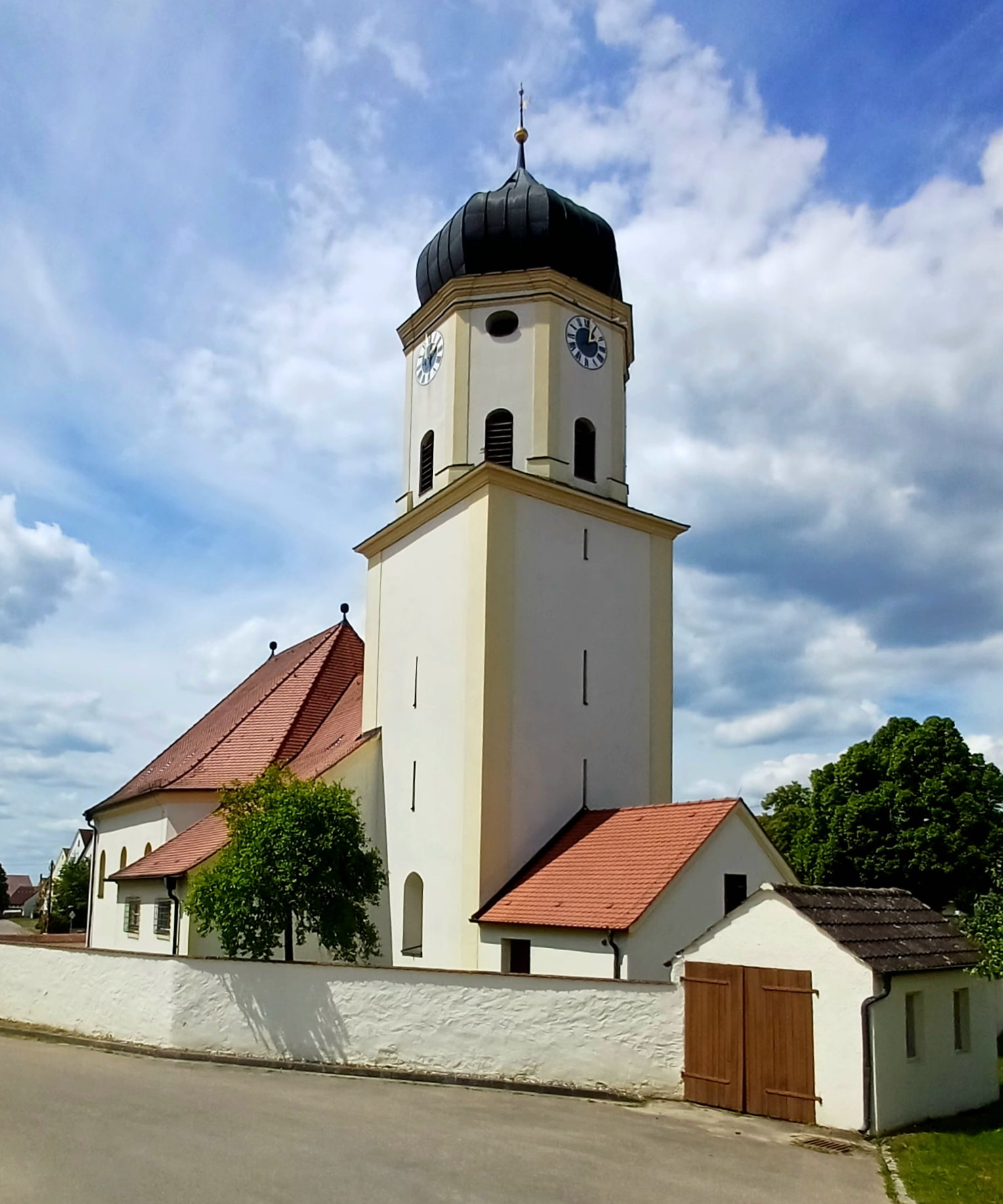
St. Alban

Amerbach war zusammen mit Wemding trotz der Reformation immer katholisch. Die Kirche St. Alban wurde im 14. Jahrhundert erbaut und 1709 barockisiert. 1928 wurde das Kirchenschiff abgerissen und im Jugendstil vergrößert. Der untere Teil des Turms stammt noch aus dem 14. Jahrhundert. Die Filialkirche wird von der Pfarrei Wemding aus betreut.

## Wirtschaft und Infrastruktur
Bis zur Flurbereinigung 1965 waren alle Einwohner im Vollerwerb in der Landwirtschaft tätig. Trotz des kontinuierlichen Strukturwandels ist das Dorf noch immer landwirtschaftlich geprägt, allerdings gab es Anfang 2016 (zusammen mit Kreut) nur noch sechs Vollerwerbsbetriebe. Die Nähe zur Stadt Wemding ließ auch Siedlungsgebiete entstehen.
Die über das Jahr verteilten Veranstaltungen werden hauptsächlich von den fünf Vereinen des Dorfes (Freiwillige Feuerwehr, Krieger-, Soldaten- und Kameradschaftsverein, Sportclub, Gesangsverein und Katholische Landjugend) organisiert. Am letzten Wochenende vor den Sommerferien veranstalten die Vereine alljährlich das Amerbacher Dorffest.
Im Jahr 2006 feierten alle Dorfbewohner das 700-jährige Jubiläum der erstmaligen urkundlichen Erwähnung des Ortes mit einem historischen Dorffest.
Durch die Flurbereinigung in Amerbach wurde auch die Grundlage geschaffen, dass im Südosten der Gemarkung Amerbach das heutige Wemdinger Ried, ein wichtiges Vogelschutzgebiet, entstehen konnte.
Der Ortsfriedhof liegt südöstlich der Kirche. Der Friedhof und das Gefallenendenkmal an der Kirche wurden 2016 im Friedhofsprojekt des Bayerischen Landesvereins für Familienkunde fotografiert. Die Grabinschriften sind abrufbar.